# Кэмпо (нэнго)
Кэмпо или Кэнрэки (яп. 建保 кэмпо:, кэмпо) — девиз правления (нэнго) японского императора Дзюнтоку, использовавшийся с 1214 по 1219 год .
Согласно «Хякурэнсё» (яп. 百錬抄 Зеркало, отполированное сотню раз), причиной объявления нового девиза правления стало крупное землетрясение.

## Продолжительность
Начало и конец эры:
- 6-й день 12-й луны 3-го года Кэнряку (по юлианскому календарю — 18 января 1214);
- 12-й день 4-й луны 7-го года Кэмпо (по юлианскому календарю — 27 мая 1219).

## Происхождение
Название нэнго было заимствовано из классического древнекитайского сочинения Шу цзин:「惟天丕建、保乂有殷」.

## События
даты по юлианскому календарю
- 24 января 1213 года (1-й день 1-й луны 1-го года Кэмпо) — в Камакуре произошло землетрясение[5];
- 1213 год (11-я луна 1-го года Кэмпо) — Фудзивара-но Тэйка, также известный как Фудзивара-но Садэиэ, представил собрание стихов VIII века «Манъёсю» сёгуну Минамото-но Санэтомо[6];
- 1214 год (2-й год Кэмпо) — уцелевшие приверженцы рода Вада подняли зимой в столице мятеж, но были разбиты напавшими на них воинами охранного отряда[7];
- 1214 год (2-я луна 2-го года Кэмпо) — Минамото-но Санэтомо после изрядной порции сакэ почувствовал недомогание; и тогда буддистский монах Эйсай, настоятель храма Дзюфуку-дзи, приготовил настойку, позволившую сёгуну восстановить хорошее самочувствие[6];
- 1214 год (3-я луна 2-го года Кэмпо) — император помолился в храме Касуга тайся[6];
- 1214 год (4-я луна 2-го года Кэмпо) — группа воинствующих монахов, живущих на горе Хиэй, подожгли центральный храм комплекса Энряку-дзи. Ущерб был возмещён за счёт сёгуна Санэтомо[6];
- 1214 год (7-я луна 2-го года Кэмпо) — в Камакуре было определено число торговцев, больше которого их не должно быть[7];
- 1215 год (1-я луна 3-го года Кэмпо) — Ходзё Токимаса скончался в возрасте 78 лет в горах провинции Идзу[6];
- 1215 год (6-я луна 3-го года Кэмпо) — известный монах Эйсай скончался в возрасте 75 лет; останки его были погребены в основанном им киотском храме Кэннин-дзи[6];
- 1215 год (8—9-я луны 3-го года Кэмпо) — серия землетрясений в окрестностях Камакуры[6];
- 1217 год (8—9-я луны 5-го года Кэмпо) — император посетил святыни Хирано (яп. 平野神社) и Охарано (яп. 大原野神社) близ Киото;
- 1218 год (6-й год Кэмпо) — сёгун Минамото-но Санэтомо получил звание начальника лейб-гвардии коноэфу и правого министра[7].

## Сравнительная таблица
Ниже представлена таблица соответствия японского традиционного и европейского летосчисления. В скобках к номеру года японской эры указано название соответствующего года из 60-летнего цикла китайской системы гань-чжи. Японские месяцы традиционно названы лунами.
| 1-й год Кэмпо (Водяной Петух)     | 1-я луна*       | 2-я луна   | 3-я луна               | 4-я луна* | 5-я луна* | 6-я луна  | 7-я луна*              | 8-я луна*  | 9-я луна    | 9-я луна* (високосная) | 10-я луна  | 11-я луна     | 12-я луна      |
| --------------------------------- | --------------- | ---------- | ---------------------- | --------- | --------- | --------- | ---------------------- | ---------- | ----------- | ---------------------- | ---------- | ------------- | -------------- |
| Юлианский календарь               | 24 января 1213  | 22 февраля | 24 марта               | 23 апреля | 22 мая    | 20 июня   | 20 июля                | 18 августа | 16 сентября | 16 октября             | 14 ноября  | 14 декабря    | 13 января 1214 |
| 2-й год Кэмпо (Деревянная Собака) | 1-я луна*       | 2-я луна   | 3-я луна*              | 4-я луна  | 5-я луна* | 6-я луна  | 7-я луна*              | 8-я луна*  | 9-я луна    | 10-я луна*             | 11-я луна  | 12-я луна     |                |
| Юлианский календарь               | 12 февраля 1214 | 13 марта   | 12 апреля              | 11 мая    | 10 июня   | 9 июля    | 8 августа              | 6 сентября | 5 октября   | 4 ноября               | 3 декабря  | 2 января 1215 |                |
| 3-й год Кэмпо (Деревянная Свинья) | 1-я луна*       | 2-я луна   | 3-я луна               | 4-я луна* | 5-я луна  | 6-я луна* | 7-я луна               | 8-я луна*  | 9-я луна*   | 10-я луна              | 11-я луна* | 12-я луна     |                |
| Юлианский календарь               | 1 февраля 1215  | 2 марта    | 1 апреля               | 1 мая     | 30 мая    | 29 июня   | 28 июля                | 27 августа | 25 сентября | 24 октября             | 23 ноября  | 22 декабря    |                |
| 4-й год Кэмпо (Огненная Крыса)    | 1-я луна*       | 2-я луна   | 3-я луна               | 4-я луна* | 5-я луна  | 6-я луна  | 6-я луна* (високосная) | 7-я луна   | 8-я луна*   | 9-я луна*              | 10-я луна  | 11-я луна*    | 12-я луна      |
| Юлианский календарь               | 21 января 1216  | 19 февраля | 20 марта               | 19 апреля | 18 мая    | 17 июня   | 17 июля                | 15 августа | 14 сентября | 13 октября             | 11 ноября  | 11 декабря    | 9 января 1217  |
| 5-й год Кэмпо (Огненный Бык)      | 1-я луна*       | 2-я луна   | 3-я луна*              | 4-я луна  | 5-я луна  | 6-я луна* | 7-я луна               | 8-я луна*  | 9-я луна    | 10-я луна              | 11-я луна* | 12-я луна*    |                |
| Юлианский календарь               | 8 февраля 1217  | 9 марта    | 8 апреля               | 7 мая     | 6 июня    | 6 июля    | 4 августа              | 3 сентября | 2 октября   | 1 ноября               | 1 декабря  | 30 декабря    |                |
| 6-й год Кэмпо (Земляной Тигр)     | 1-я луна        | 2-я луна*  | 3-я луна               | 4-я луна* | 5-я луна  | 6-я луна* | 7-я луна               | 8-я луна   | 9-я луна*   | 10-я луна              | 11-я луна  | 12-я луна*    |                |
| Юлианский календарь               | 28 января 1218  | 27 февраля | 28 марта               | 27 апреля | 26 мая    | 25 июня   | 24 июля                | 23 августа | 22 сентября | 21 октября             | 20 ноября  | 20 декабря    |                |
| 7-й год Кэмпо (Земляной Кролик)   | 1-я луна        | 2-я луна*  | 2-я луна* (високосная) | 3-я луна  | 4-я луна* | 5-я луна* | 6-я луна               | 7-я луна   | 8-я луна*   | 9-я луна               | 10-я луна  | 11-я луна     | 12-я луна*     |
| Юлианский календарь               | 18 января 1219  | 17 февраля | 18 марта               | 16 апреля | 16 мая    | 14 июня   | 13 июля                | 12 августа | 11 сентября | 10 октября             | 9 ноября   | 9 декабря     | 8 января 1220  |

* звёздочкой отмечены короткие месяцы (луны) продолжительностью 29 дней. Остальные месяцы длятся 30 дней.